# 委託人 (信託)
信托人的称谓常出现信托关系中；因此，在信托关系中的委托人就可称为信托人。

## 定义
根据《中华人民共和国信托法》（于2001年4月28日第九届全国人民代表大会常务委员会第二十一次会议通过）第二条规定：“本法所称信托，是指委托人基于对受托人的信任，将其财产权委托给受托人，由受托人按委托人的意愿以自己的名义，为受益人的利益或者特定目的，进行管理或者处分的行为。”；第三条规定：“委托人、受托人、受益人（以下统称信托当事人）在中华人民共和国境内进行民事、营业、公益信托活动，适用本法”。
由此可见，信托人是信托关系中的委托人，是信托行为的重要当事方之一。信托的定义可以表述为：信托人基于对受托人的信任，将其财产权委托给受托人，由受托人按照信托人的意愿，以自己的名义为受益人的利益或特定目的进行管理或处分的行为。